# Метод коефіцієнта використання
Ме́тод коефіціє́нта використа́ння
Цим методом користуються при проектуванні внутрішнього освітлення, коли поставлена задача розрахунку кількості ламп і світильників, необхідних для отримання потрібного рівня освітленості.
Умови використовування методу:
- прямокутне приміщення
- відношення довжини приміщення до його ширини – від 1.6:1 до 4:1
- повністю порожня кімната (немає затемнення світла меблями)
- властивості стін, стелі і підлоги, що однакові відображають, по всьому приміщенню
- однакова освітленість по всьому приміщенню

Методика розрахунку:
1.  Визначити коефіцієнт використання, для цього: 
а) визначити коефіцієнти відбивання стін, підлоги і стелі 
б) розрахувати індекс приміщення за формулою:
де
а — довжина приміщення
в — ширина приміщення
h — відстань від світильника до розрахункової площини
с) відповідно до коефіцієнта відбивання і індексу приміщення знайти коефіцієнт використання вибраного світильника (за таблицями в каталозі виробника)
2. Розрахувати необхідну кількість світильників, для цього:
а) розрахувати площу приміщення
в) визначити світловий потік лампи, що використовується у вибраному світильнику
с) визначити коефіцієнт запасу
d) розрахувати кількість світильників за формулою:
де
- Кз — коефіцієнт запасу
- Ен — нормована освітленість
- А — площа приміщення
- i — коефіцієнт використання світильника
- H — кількість ламп в світильнику
- Фл — світловий потік вибраної лампи

е) округляти отриману кількість у більшу сторону (наприклад 10,4=>11)